# Evelyne Brochu

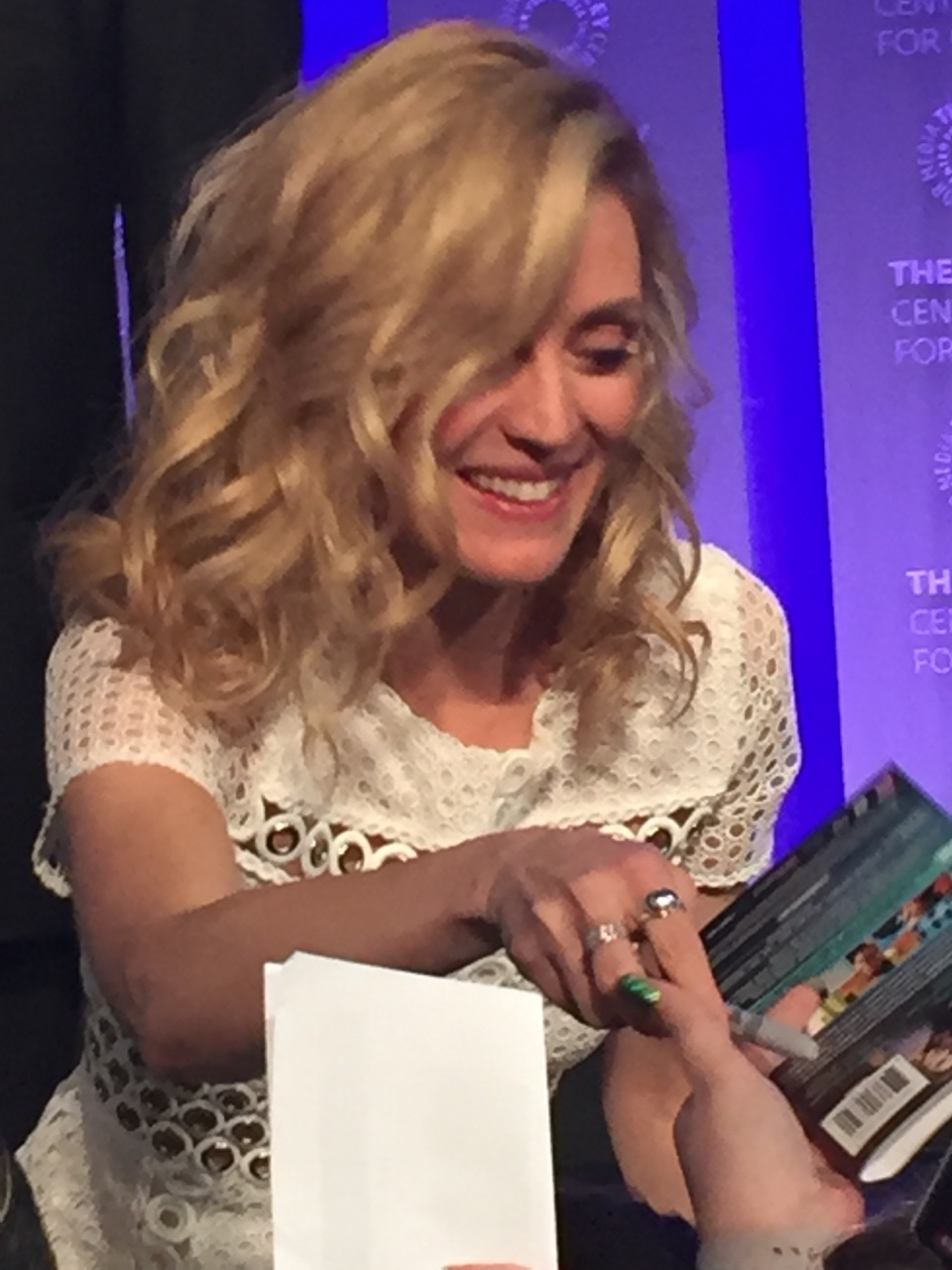
Evelyne Brochu (2017)

Evelyne Brochu (* 17. November 1982 in Québec) ist eine frankokanadische Schauspielerin.

## Leben und Karriere
Évelyne Brochu wuchs in Pointe-Claire auf und spricht seit ihrer Kindheit neben ihrer Muttersprache Französisch auch Englisch.
Evelyne Brochu tritt vorwiegend in französischsprachigen Produktionen auf. So war sie 2009 in der Fernsehserie Aveux zu sehen. Im selben Jahr hatte Brochu eine Nebenrolle in Denis Villeneuves Drama Polytechnique. 2010 trat sie in der Fernsehserie Mirador auf. Bekanntheit erlangte Brochu 2012 durch ihre Darstellung der Chloé in dem Spielfilm Inch’Allah. Seit 2013 hatte sie die Rolle der Dr. Delphine Cormier in der Science-Fiction-Serie Orphan Black inne. Gehörte ihre Figur in der ersten Staffel noch zur Nebenbesetzung, wurde sie für die zweite Staffel zu einer Hauptrolle ausgebaut. 2021 spielte sie die weibliche Hauptrolle in Paris Police 1900, einer französischen Fernsehserie, in der ein Mordfall vor dem Hintergrund der Dreyfus-Affäre um das Jahr 1900 aufgeklärt wird, sowie in deren Fortsetzung, Paris Police 1905 (2022).
Évelyne Brochu war eine Zeitlang mit dem Schauspieler François Arnaud liiert.

## Filmografie (Auswahl)
- 2006: Cheech
- 2009: Aveux (Fernsehserie, zwölf Episoden)
- 2009: Polytechnique
- 2009: Grande ourse – La clé des possibles
- 2010: Mirador (Fernsehserie, sieben Episoden)
- 2011: Café de Flore
- 2012: Inch’Allah
- 2013: Sag nicht, wer du bist! (Tom à la ferme)
- 2013–2017: Orphan Black (Fernsehserie, 29 Episoden)
- 2014: Bauernopfer – Spiel der Könige (Pawn Sacrifice)
- 2015–2017: X Company (Fernsehserie, 28 Episoden)
- 2016: Miséricorde
- 2016: Le passé devant nous
- 2017: Rememory
- 2017–2019: Trop (Fernsehserie, 39 Episoden)
- 2019: Cash Nexus
- 2019: Die Frau meines Bruders (La femme de mon frère)
- 2020: L’Agent Jean (Fernsehserie, zwölf Episoden)
- 2021: Paris Police 1900 (Fernsehserie, acht Episoden)
- 2022: Chouchou (Fernsehserie, acht Episoden)
- 2022: Paris Police 1905 (Fernsehserie, sechs Episoden)
- 2023: Max Funk – Pour ton funk seulement
- 2023: Orphan Black – Echoes (Fernsehserie, Episode 1x09 Attracting Awful Things)
- 2024: French Girl – Ein Tisch für Drei (French Girl)
- 2024: In Memoriam (Fernsehserie, sechs  Folgen)
- 2024: Dans l'Ombre (Fernsehserie, sechs  Folgen)

## Auszeichnungen und Nominierungen
Canadian Screen Award
- 2014: Nominiert als Beste Nebendarstellerin für Sag nicht wer du bist